# Ježek pustinný
Ježek pustinný (Paraechinus aethiopicus) žije na severu Afriky (od Maroka a Mauritánie na západě až po Somálsko na východě) a na Arabském poloostrově.
Vzhledem poněkud připomíná své o trochu větší evropské příbuzné (ježek západní a ježek východní), ale má proměnlivější zbarvení. Bodliny jsou obvykle pískové hnědé s tmavšími špičkami, avšak tmavé či bílé formy nejsou nijak vzácné. Ježek pustinný si hrabe mělkou, nerozvětvenou noru, ve které tráví den. V noci, když se ochladí, vychází a hledá bezobratlé či vejce ptáků hnízdících na zemi. Jeho oblíbenou pochoutkou jsou štíři, ježek jim ukousne jedový trn a pak je sežere. Podobně jako většina pouštních savců má speciálně uzpůsobené ledviny, takže vydrží velmi dlouho bez vody. V červenci nebo srpnu rodí samice 5 mláďat.